# Teucholabis (Teucholabis) rhabdophora
Teucholabis (Teucholabis) rhabdophora is een tweevleugelige uit de familie steltmuggen (Limoniidae). De soort komt voor in het Neotropisch gebied.